# Bärenmakis
Die Bärenmakis (Arctocebus) oder Angwantibos sind eine Primatengattung aus der Familie der Loris (Lorisidae). Es gibt zwei Arten, den Gewöhnlichen und den Goldenen Bärenmaki.

## Merkmale
Bärenmakis erreichen eine Kopfrumpflänge von 22 bis 30 Zentimetern, der Schwanz fehlt. Ihr Gewicht beträgt etwa 0,3 bis 0,5 Kilogramm. Das Fell ist gelbbraun und kann beim Goldenen Bärenmaki eine goldgelbe Färbung annehmen. Die Schnauze ist spitzer als bei anderen Loris, in Verbindung mit den runden Ohren zeichnet sie für das bärenartige Aussehen verantwortlich, dem die Tiere ihren deutschen Namen verdanken.

## Verbreitung und Lebensraum
Bärenmakis leben im mittleren Afrika, ihr Verbreitungsgebiet erstreckt sich von Nigeria über Kamerun bis nach Gabun und in die Republik Kongo. Der Fluss Sanaga in Kamerun trennt die Verbreitungsgebiete der beiden Arten. Ihr Lebensraum sind tropische Regenwälder, wobei sie mit dichtem Unterholz bestandene Gebiete bevorzugen.

## Lebensweise
Bärenmakis sind Baumbewohner, die sich in den unteren Schichten der Bäume aufhalten. Sie sind nachtaktiv und verbringen den Tag in Blättern versteckt. Wie alle Loris sind sie durch langsame Bewegungen gekennzeichnet. Bärenmakis sind Einzelgänger.

## Nahrung
Bärenmakis ernähren sich vorwiegend von Insekten, insbesondere Raupen, und gelegentlich Früchten. Dank ihrer vorsichtigen Bewegungen und ihres guten Geruchssinns können sie sich leise an die Beute heranpirschen, um sie mit einer blitzartigen Bewegung einzufangen.

## Fortpflanzung
Die Männchen paaren sich mit allen Weibchen, mit denen sich ihr Revier überlappt; die Kopulation erfolgt kopfunter an einem Ast hängend. Nach 130-tägiger Tragzeit kommt ein Jungtier zur Welt. Das Junge klammert sich zunächst an den Bauch der Mutter und wird später immer wieder auf einem Ast „geparkt“, wenn die Mutter auf Nahrungssuche geht. Mit drei bis vier Monaten ist es entwöhnt, mit rund sechs Monaten verlässt es die Mutter und wird mit acht bis zehn Monaten geschlechtsreif. Die Lebenserwartung der Bärenmakis beträgt maximal 13 Jahre.

## Gefährdung
Die Zerstörung ihres Lebensraums stellt die Hauptbedrohung der Bärenmakis dar. Hinzu kommt die Bejagung wegen ihres Fleisches. Aufgrund ihrer Anpassungsfähigkeit zählen sie aber noch nicht zu den bedrohten Arten, die IUCN listet beide Arten als „nicht gefährdet“.

## Systematik
Der nächste Verwandte der Bärenmakis ist der ebenfalls in Afrika lebende Potto. Es werden zwei Arten unterschieden:
- Der Gewöhnliche Bärenmaki (Arctocebus calabarensis) lebt westlich des Sanaga und hat ein gelbbraunes Fell.
- Der Goldene Bärenmaki (Arctocebus aureus) lebt östlich des Sanage, sein Fell ist orangegelb.

In älteren Systematiken wurden beide Arten noch zu einer gemeinsamen Art zusammengefasst.